# Evaristo Pinto
Evaristo Pérez Sánchez (Cabezuela del Valle, 1843-Plasencia, 1917) fue un tipógrafo, impresor, periodista y publicista español, alcalde de Plasencia durante la Primera República.

## Biografía
Nacido en la localidad cacereña de Cabezuela en 1843, se educó en la ciudad de Plasencia y estudió humanidades en Salamanca. Más adelante se dedicó en Madrid al arte tipográfico, hacia el que mostraba gran predilección, y logró establecerse con una imprenta en Plasencia en 1862. Su afición a los estudios políticos y sociales, la amistad que le unió con el diputado Juan González Hernández y la educación y prácticas liberales de su padre, médico en Plasencia, le inclinaron hacia posiciones demócratas. En 1863 se dio a conocer como secretario del comité democrático de Plasencia por los trabajos que prestara a la organización de su partido en los pueblos de la derecha del Tajo.
En 1865 era editor de La Gaceta Agrícola que, con El Boletín de Noticias de la misma, dirigía González Hernández, y cuya publicación terminó por la prisión de éste y la de Pinto Sánchez, en agosto de 1867, cuando fue transportado junto con su padre y otros liberales de Plasencia á Cádiz, con destino á las islas Marianas, aunque esto no llegó á efectuarse. Estuvieron presos por algunos meses en el castillo de San Sebastián. En abril de 1869 fundó con el mismo González Hernández el periódico republicano federal El Demócrata, que al siguiente mes cambiaron este título por el de El Cantón Extremeño, el cual administró y en cuya redacción también tomó gran parte, quedando al frente del mismo el 2 de octubre de 1870, en cuyo número publicó un artículo que fue denunciado, y en la causa que se le formó le pidió el juez 10 años de destierro, 10 000 reales de multa y todas las costas, continuando el sostenimiento y la dirección del periódico, que dejó sólo en 1873, y últimamente, en 1879, cinco años después que la reacción que trajo el hecho de fuerza de Sagunto suprimiera ab irato aquella publicación, fundó El Extremeño, periódico de intereses materiales y literario, que se distinguió por su carácter librepensador, lo que le acarreó las censuras y críticas de Pedro Casas y Souto, obispo de la diócesis placentina. En la redacción de dicho periódico participó Urbano González Serrano.
Continuó así con el periódico hasta que en julio de 1883 le declaró político y defensor del ideal republicano federal, y en abril de 1884 logró dar nuevamente á su periódico el título de El Cantón Extremeño. Fue defensor de la coalición republicana una vez constituida la Restauración borbónica. A lo largo de la vida sus ideales republicanos y librepensadores le granjearon numerosas denuncias y causas criminales en la prensa. En 1873 fue elegido alcalde presidente del Ayuntamiento de Plasencia, cargo al que renunció en enero del siguiente año cuando la Asamblea nacional, emanada del sufragio universal, fue disuelta en Madrid por el general Pavía al frente de la fuerza armada. En 1880 fue nombrado por el voto de sus conciudadanos concejal. Hacia mediados de la década de 1880 se encontraba terminando un folleto-memoria que versaría sobre estudios sociales en el que expondría el estado de la clase obrera en la comarca placentina y los medios que estimaba convenientes para su mejoramiento. Dicha obra estaba dedicada á Nicolás Salmerón, y llevaba un prólogo de Urbano González Serrano. Falleció en 1917 en Plasencia.